# Глухое (Лядская волость)
Глухое (Глухарёк) — озеро в Лядской волости Плюсского района Псковской области на болоте Машутинский Мох в истоках реки Яни. Площадь — 0,011 км² (1,10 га), наибольшая глубина 2,5 м. Из озера по ручью сток осуществляется в озеро Вороновское. На озере населённых пунктов нет. Тип озера — окуневый; водятся окунь, вьюн. Берега заболоченные, коряги, сплавины; дно илисто-торфяное.